# Ferndale (Califòrnia)
Ferndale és una població dels Estats Units a l'estat de Califòrnia. Segons el cens del 2000 tenia 1.382 habitants.

## Demografia
Segons el cens del 2000, Ferndale tenia 1.382 habitants, 611 habitatges, i 392 famílies. La densitat de població era de 518,1 habitants/km².
Dels 611 habitatges en un 25,7% hi vivien nens de menys de 18 anys, en un 53% hi vivien parelles casades, en un 9,3% dones solteres, i en un 35,8% no eren unitats familiars. En el 30,1% dels habitatges hi vivien persones soles el 14,9% de les quals corresponia a persones de 65 anys o més que vivien soles. El nombre mitjà de persones vivint en cada habitatge era de 2,26 i el nombre mitjà de persones que vivien en cada família era de 2,83.
Per edats la població es repartia de la següent manera: un 22,8% tenia menys de 18 anys, un 6,9% entre 18 i 24, un 24,2% entre 25 i 44, un 29,5% de 45 a 60 i un 16,6% 65 anys o més.
L'edat mitjana era de 43 anys. Per cada 100 dones de 18 o més anys hi havia 81,8 homes.
La renda mitjana per habitatge era de 37.955 $ i la renda mitjana per família de 49.706 $. Els homes tenien una renda mitjana de 32.404 $ mentre que les dones 29.808 $. La renda per capita de la població era de 21.727 $. Entorn del 4,5% de les famílies i el 7,1% de la població estaven per davall del llindar de pobresa.

## Poblacions més properes
El següent diagrama mostra les poblacions més properes.